# Bombay (Film)
Bombay ist ein indisches Filmdrama von Mani Ratnam aus dem Jahr 1995.

## Handlung
Der Film erzählt die Geschichte von Shekhar und Shaila Bano. Beide wachsen in einem kleinen Dorf im Süden Indiens auf. Beide haben das Glück, von ihren Eltern geliebt und daher gut ausgebildet zu werden. Als sich der Hindu Shekhar in die Muslimin Shaila Bano verliebt, können das die jeweiligen Väter aber nicht akzeptieren, es kommt zum Bruch. Shekhar, der in Bombay nach der Schule Journalistik studiert, kehrt seinen Eltern den Rücken – nicht ohne vom ersten, selbstverdienten Geld Shaila Bano eine Fahrkarte nach Bombay zu senden.
Shaila Bano nimmt dieses Angebot von Shekar, den sie liebt, an und verlässt ebenfalls das Dorf. In Bombay angekommen heiraten beide unverzüglich, das Unverständnis der Umgebung ob dieser Hindu-Muslimischen Ehe berührt beide nicht, sie genießen die Flitterzeit und die Gefühle zueinander.
Das Glück wird noch vollkommener, als Shaila Bano schwanger wird und zwei Söhne, Kabir und Kamal, gebiert. Und während die Sonne über der Familie scheint, brauen sich am Himmel Wolken zusammen, der 6. Dezember 1992 steht vor der Tür (mehr im Hintergrund).
An jenem 6. Dezember brechen in Bombay Religionsunruhen aus, und die Stadt, die den beiden aus dem Dorf Getriebenen neue Heimat gegeben hat, wird zur Ruine, zur Realität der Differenzen, die sich die Menschen eines Landes aufgrund ihres Glaubens einreden. Die Eltern der beiden sind besorgt und kommen nach Bombay, wo sie nach sechs Jahren endlich die Verbindung ihrer Kinder über Religionsgrenzen hinweg akzeptieren. In den nun anbrechenden Unruhen sterben viele Menschen, auch die Eltern von Shekhar und Shaila Bano sterben. Kabir und Kamal verlieren im Chaos ihre Eltern und die Familie findet erst nach längerer Zeit wieder zusammen.

## Hintergrund
Bombay ist Teil der politischen Trilogie des Regisseurs Mani Ratnam, zu der auch die Filme Roja (1992) und Dil Se (1998) gehören. Er nimmt explizit Bezug auf die Zerstörung der Babri-Moschee in Ayodhya am 6. Dezember 1992 und die kommunalen Unruhen zwischen Hindus und Moslems in Bombay 1993. Die Rollen der Väter besetzte Ratnam mit dem Hindu Kitty als Muslim Bashir Ahmed und dem Moslem Nazar als Hindu Narayan.
1995 wurde der Film mit dem Political Film Society Award – Spezialpreis ausgezeichnet.